# Empis contigua
Empis contigua är en tvåvingeart som först beskrevs av Friedrich Hermann Loew 1864.  Empis contigua ingår i släktet Empis och familjen dansflugor. Inga underarter finns listade i Catalogue of Life.